# Exorista camporum
Exorista camporum là một loài ruồi trong họ Tachinidae.